# Profil métallique
Le « profil métallique » d'un individu désigne un bilan de la teneur en métaux et métalloïdes de son organisme. C'est un concept proposé en 2010 par des chercheurs et praticiens hospitaliers. 
Dans le bilan de santé, il peut utilement compléter le bilan sanguin et les analyses d'urine.
Il servira d'abord à repérer toute  carence ou « surcharge » en un ou plusieurs métaux chez l'individu, mais il présente aussi un intérêt épidémiologique et écoépidémiologique. 
Ce bilan peut s'appuyer sur la recherche d'éléments traces métalliques métaux oligo-éléments, métaux lourds et métalloïdes toxiques dans le sang et l'urine, ainsi que dans les phanères ou l'os qui ont enregistré des contaminations anciennes (quelques mois dans les phanères et jusqu'à plus de 10/20 ans dans les os) et qui permettent des analyses post-mortem (utiles dans le cas de la médecine légale par exemple.
Un tel profil métallique pourrait aussi s'appliquer à la médecine vétérinaire.

## Enjeux et motivations
L'enjeu principal est celui d'une meilleure évaluation de l'état d'un patient vis-à-vis des métaux et métalloïdes.
Il existe aussi un enjeu général de meilleure connaissance du degré d'exposition de la population, et un double intérêt épidémiologique et écoépidémiologique. 
En effet : 
- des anomales de profils métalliques géographiquement localisés permettraient de mieux détecter certains points noirs de pollution des sols, de l'eau ou de l'air, des vulnérabilités génétiques propres à certaines populations ou familles, ou encore une  nourriture contaminée. De plus, il semble raisonnable de penser que l'exposition à certains métaux lourds ou à des métalloïdes toxiques pourrait augmenter le risque de contracter certaines infections (à la suite d'une déplétion immunitaire) ou diverses maladies ou induire des problèmes de santé reproductive, via une délétion de la spermatogenèse par exemple ;
- si de tels profils sont réunis en grand nombre et étudiés au regard des pathologies ou symptômes qui leur sont associés, la connaissance des phénomènes de « synergies entre métaux » et de leurs effets sanitaires pourrait être améliorée en s'appuyant sur une puissance statistique aujourd’hui inaccessible ;
- les carences en oligoéléments sont supposées devenir moins fréquentes grâce aux progrès de la médecine et au suivi médical des grossesses, mais certaines pratiques alimentaires continuent d'exposer à des carences. 
Mais l'humanité vit de plus en plus dans des régions urbaines, industrielles ou d'agriculture intensive (engrais, pesticides, boues d'épuration et lisiers épandus en grande quantité et de manière répétée sont une source d'apports en métaux indésirables et bioassimilables ; par exemple les engrais phosphatés contiennent souvent du cadmium en excès, et les boues d'épuration contiennent de nombreux métaux lourds ou indésirables). 
De même dans l'habitat ancien, dans les régions minières ou d'extraction gazière, près des réseaux routiers, des ports ou des aéroports, les enfants ou adultes, voire les embryons et fœtus ( in utero) sont de plus en plus exposés à certains métaux et métalloïdes indésirables. 
Enfin, la pratique de certaines métiers (mineurs, ouvriers métallurgistes et de l'industrie chimique, soudeurs…) reste une source d'exposition importante ou supplémentaire. Certains loisirs tels que la cueillette et consommation de champignons (organismes particulièrement bioaccumulateurs de certains métaux) sont une source de risque. La chasse ou parfois la pêche peuvent également exposer les chasseurs et pêcheurs au saturnisme, de même pour ceux qui consomment des venaisons provenant de « gibier d'eau » (espèces particulièrement vulnérables au saturnisme aviaire) ou  certains poissons (poissons carnivores ou vivant sur les sédiments[2]) ou certains  fruits de mer (huîtres, moules et autres mollusques filtreurs). 
Enfin, certains traitements médicaux (chimiothérapies basées sur les platinoïdes par exemple) exposent aussi les individus à une surcharge en métaux, notamment en cas de mauvaise fonction rénale ou hépatique ;
- certains de ces éléments chimiques métalliques sont des oligoéléments vitaux (le fer par exemple), dont toute carence entraine une dégradation, éventuellement grave de la santé.  
D'autres sont légèrement toxiques à très toxique, et leur présence est pathogène. 
Ces métaux produisent des effets (symptômes) souvent aisément confondus avec les symptômes de maladies infectieuses ou génétiques (ex. : maux de tête, courbatures, douleurs articulaires, perte de mémoire, troubles du caractère, etc.) ;
- une même exposition à des métaux toxiques peut avoir des effets bien plus graves durant certains stades de la vie fœtale, chez l'enfant ou la femme enceinte, ou en cas de carence en oligoéléments ou déficience du foie ou des reins considérés comme les deux principaux organes de la détoxication. 
Un profil métallique établi à différents moments de la vie permettrait de mieux suivre et améliorer la santé de nombreuses personnes.

## Moyens analytiques
La spectrométrie par plasma à couplage inductif avec détecteur de masse (ICP-MS) tend à supplanter  la spectrométrie d'absorption atomique antérieurement la plus utilisée.

## Protocoles scientifiques
La première étape est l'étape du prélèvement et de l'analyse ; c'est l'étape de quantification physicochimique. 

Une étape intermédiaire peut être celle d'analyses complémentaires visant à préciser la forme du métal (son « espèce chimique » ; par exemple le méthylmercure est beaucoup plus toxique que le mercure métallique) par des biopsies à vérifier sur certains organes sont particulièrement touchés
La seconde étape est celle de l'interprétation des analyses, et d'éventuelles solutions médicales ou d'hygiène alimentaire qui relève respectivement plutôt du toxicologue et du diététicien.
Chez le nouveau-né, pour éviter le traumatisme d'un prélèvement sanguin, une analyse du cordon ombilical peut se substituer à l'analyse de sang. 

Elle pourrait être faite en routine après l'accouchement dans les maternités avec un analyseur « X-Ray fluorescence » produisant une première analyse un peu moins précise qu'en laboratoire, mais permettant d'immédiatement détecter les carences ou surcharges graves en métaux.

## Avantages
L'ICP-MS (« ICP mass spectrometry ») a depuis la fin des années 1990 permis :
- des analyses chimiques et environnementales de plus en plus rapides et faciles[1] ;
- un gain de sensibilité « tout à fait considérable » par rapport aux analyses possibles auparavant ;
- un dosage multi-élémentaire[1] ; il est possible de quantifier en une seule analyse « une trentaine d'éléments d'intérêt de la table périodique des éléments dans du sang total, du plasma, des urines, des cheveux ou des ongles, voire des biopsies »[1] ;
Une détermination d'une trentaine d'autres éléments est possible. Elle sera moins précise, mais suffisante pour détecter une éventuelle intoxication ou une exposition à un métal plus « rare » ou anormalement présent dans l'organisme du patient.

Selon ses auteurs le profil métallique ouvre de « nouvelles perspectives d'exploration biologique dans des domaines variés de la biologie clinique et de la toxicologie, qu'elle soit clinique, judiciaire, professionnelle ou environnementale. De plus, elle est parfaitement adaptée aux études épidémiologiques », dans un contexte où l'exposition aux métaux lourds évolue, mais reste significative avec des polluants qui ont dans la plupart des pays beaucoup diminué (plomb) et d'autres qui ont beaucoup augmenté (métalloïdes du « groupe du platine » par exemple), dont en France où l'évaluation du PNSE 2 n'a pas pu mettre en évidence de réelle progrès (hormis pour le risque de saturnisme chez l'enfant).